# Кукери
Кукери (буг. кукери; једнина: кукер) су богато костимирани мушкарци широм Бугарске, који обављају традиционалне ритуале са намером да уплаше зле духове. Слични обичаји могу се наћи широм Балкана и у Грчкој (укључујући Румунију и област Понта). Костими покривају већину тела и укључују украшене дрвене маске животиња (понекад са два лица) и велика звона причвршћена за појас. Око Нове године и пре поста, кукери шетају и плешу кроз села, како би уплашили зле духове костимима и гласном звоњавом. Такође се верује да они доносе селу здравље, срећу и богату жетву током целе године.
Кукери традиционално посећују комшијске куће ноћу, да их „сунце не би ухватило на путу” и домаћини их даривају јајима, брашном и зрневљем. Након парадирања кроз село, обично се окупљају у центру села да би играли до изнемоглости и забављали људе. Ритуали Кукера се разликују по областима, али у суштини сврха им је иста.

## Распрострањеност
Овај обичај се сматра блиским трачком култу Диониса на ширем подручју Тракије. Слични ритуали могу се наћи у многим деловима Балкана. Назив кукер је произашао из латинске речи cuculla што значи „капуљача, покров за главу” или cucurum - „футрола за стреле”.
На грчком говорном подручју Тракије, познати су као Kalogeros - носач штапа, или скраћено cuci, у бившој Југославији познати су као didi, didici, у Бугарској као kuker или babushar, а у Понтској Анадолији као momogeros. У Румунији, ове утваре се углавном појављују заједно са козом, познатом као capra, turca or brezaia.

## Кукер
Кукер је божанско оличење плодности, понегде у Бугарској и Србији у питању је дуално божанство. У Бугарској се ритуални спектакл пролећа (нека врста карневала) одвија по правилима народног позоришта, у којем Кукерову улогу тумачи човек огрнут овчијим руном или козјом кожом, носећи рогату маску и украшен великим дрвеним фалусом. Током ритуала, исказују се различити физиолошки поступци, укључујући и сексуални чин, као симбол божанског светог брака, док симболична супруга, која се појављује трудна, опонаша болове порођаја. Овај ритуал означава започињање пољских радова (орање, сетва) и спроводи се уз учешће бројних алегоријских личности, међу којима је и Краљ са својом пратњом. Углавном се за улогу краља бира млади домаћин са сином првенцем, или отац близанаца, како би година била плодна. За њега се у центру села спрема трпеза, где он једе три залогаја, отпија вино и наздравља за плодност, успех и здравље. Затим треба да упрегне кукере у рало, да изоре три бразде и да посеје семе. Кукери симболично убијају краља (или одводе кукерску невесту на исток) носећи оружје за краља, крст, након чега убијени краљ васкрсава. У модерно доба нема краља, већ млада и младожења. Младожења у рукама носи кутију у коју свако убацује новац.

## Маске
Већина маски има дрвену конструкцију. На њих се каче разнобојне траке, лепе се комади тканине, огледала, сјајни каменчићи и други украси. Треба да буду што страшније, како би егфикасно могле да уплаше зле духове. Најстарији примерци прављени су у облику овна, јарца и бика. Њихово обавезно присуство у Кукерским играма доказују чињеницу да су повезани са култом Дионисија. Ефективност маскираних кукера додатно се појачава звуком бронзаних и гвоздених звона. Неке маске имају и два лица - на једном је нос прћаст и лице насмејано, а на другом је нос грбав и лице злокобно. Ове маске су симбол добра и зла који су нераздвојни и вечити. Велики значај симболизма маске придаје се бојама украса. Углавном преовладава црвена, симбол плодности обнављајуће природе, сунца и огња; црна боја представља земљу и њену мајку богињу, а бела је боја светлости и воде.